# Acinonyx jubatus hecki
Il ghepardo dell'Africa nord-occidentale (Acinonyx jubatus hecki (Hilzheimer, 1913)), noto anche come ghepardo sahariano, è una rara sottospecie di ghepardo un tempo diffusa nella quasi totalità dell'Africa settentrionale e occidentale, ma oggi riscontrabile solo nel 9% del suo antico areale.

## Descrizione
Il ghepardo sahariano raggiunge una lunghezza compresa tra i 77 e i 105 cm esclusa la coda e un'altezza al garrese di circa 65 cm; è di corporatura più esile rispetto ad altri ghepardi, raggiungendo un peso che si aggira tra i 20 e i 45 kg, presenta inoltre una colorazione più pallida, pelo più corto, cranio più piccolo e orecchie di dimensioni maggiori rispetto ai ghepardi sub sahariani, in alcuni casi risulta addirittura privo, o quasi, delle caratteristiche macchie lacrimali.

## Biologia
Il ghepardo sahariano ha abitudini più notturne rispetto agli altri ghepardi, risulta però attivo anche nelle ore crepuscolari e all'alba. Le femmine sono tipicamente solitarie, mentre i maschi possono occasionalmente aggregarsi in piccoli gruppi; la gestazione dura circa 91-95 giorni e al suo termine nascono generalmente tra 3 e 6 cuccioli, i quali trascorrono con la madre 15-17 mesi circa. È noto che predi gazzelle dorcadi, gazzelle bianche, giovani gazzelle dama, addax, ammotraghi, lepri, uccelli e in rare occasioni capre, pecore e giovani dromedari. Come altri animali abitanti le regioni desertiche, questo ghepardo non necessita di un accesso diretto a fonti d'acqua per sopravvivere, in quanto la ricava interamente dagli animali di cui si ciba. Il territorio di caccia varia a seconda della stagione, durante i mesi più freddi predilige le zone aperte e pianeggianti, mentre durante la stagione calda si sposta in aree montuose dove risulta più facile trovare riparo dal sole e dalle temperature elevate.

## Distribuzione e habitat
Abita aree desertiche, semi-desertiche e savane dell'Africa settentrionale e occidentale. Sopravvive con certezza esclusivamente in Algeria, Benin, Burkina Faso e Niger; al contrario lo si ritiene estinto in Costa d'Avorio, Ghana, Guinea, Guinea-Bissau, Marocco, Nigeria, Sahara Occidentale, Senegal, Sierra Leone e Tunisia. La sua presenza in Egitto, Mali, Mauritania, Libia e Togo rimane incerta.

## Conservazione
La sottospecie, con una popolazione tuttora in diminuzione, che contiene meno di 250 individui maturi suddivisi in varie popolazioni isolate ognuna delle quali non contiene più di 50 esemplari adulti, è considerata dalla IUCN red list in pericolo critico di estinzione. Le cause del suo declino sono la caccia, la persecuzione locale e la distruzione e riduzione del suo habitat.